# Kolibabovce
Kolibabovce (bis 1927 auch slowakisch Kolibabce; ungarisch Bölcsős, 1939–1945 und bis 1907 Kolibábóc) ist eine Gemeinde im äußersten Osten der Slowakei mit 199 Einwohnern (Stand 31. Dezember 2024), die zum Okres Sobrance, einem Kreis des Košický kraj, gehört.

## Geographie
Die Gemeinde befindet sich im Hügelland Podvihorlatská pahorkatina im Ostslowakischen Hügelland im nordöstlichen Teil des Ostslowakischen Tieflands, am Bach Orechovský potok im Einzugsgebiet des Uh. Das Ortszentrum liegt auf einer Höhe von 174 m n.m. und ist acht Kilometer von Sobrance entfernt.
Nachbargemeinden sind Porúbka im Norden, Koromľa im Osten, Südosten und Süden, Orechová im Südwesten und Vojnatina im Westen und Nordwesten.

## Geschichte
Auf dem Gemeindegebiet gab es archäologischen Untersuchungen zufolge eine Siedlung der neolithischen Bükker Kultur sowie Siedlungen in der Jungbronze-, Hallstatt- und Latènezeit sowie eine slawische Siedlung aus der Zeit des Mährerreichs.
Kolibabovce wurde zum ersten Mal 1567 als Kolybabocz schriftlich erwähnt. 1715 gab es vier Untertanen-Haushalte, 1828 zählte man 20 Häuser und 181 Einwohner, die als Hirten, Landwirte und Waldarbeiter tätig waren. Von 1850 bis 1880 wanderten viele Einwohner aus. Im späten 19. Jahrhundert besaß die Familie Widder Ortsgüter.
Bis 1918/1919 gehörte der im Komitat Ung liegende Ort zum Königreich Ungarn und kam danach zur Tschechoslowakei beziehungsweise heute Slowakei. In der ersten tschechoslowakischen Republik verblieben die Einwohner bei traditionellen Einnahmequellen. Als Folge des Slowakisch-Ungarischen Kriegs war der Ort von 1939 bis 1944 noch einmal Teil Ungarns. Nach dem Zweiten Weltkrieg wurde 1958 die örtliche Einheitliche landwirtschaftliche Genossenschaft (Abk. JRD) gegründet, die 1966 an das Staatsgut ging, ein Teil der Einwohner pendelte zur Arbeit in Industriebetriebe in Strážske, Michalovce und Košice.

## Bevölkerung
| Jahr                | 1994 | 2004     | 2014    | 2024    |
| ------------------- | ---- | -------- | ------- | ------- |
| Anzahl der Personen | 165  | 189      | 193     | 199     |
| Unterschied         |      | +14,54 % | +2,11 % | +3,10 % |

| Jahr                | 2023 | 2024    |
| ------------------- | ---- | ------- |
| Anzahl der Personen | 201  | 199     |
| Unterschied         |      | −0,99 % |

Nach der Volkszählung 2011 wohnten in Kolibabovce 187 Einwohner, davon 133 Slowaken, 42 Roma, jeweils zwei Tschechen und Ukrainer sowie ein Russine. Sieben Einwohner machten keine Angabe zur Ethnie.
115 Einwohner bekannten sich zur griechisch-katholischen Kirche, 20 Einwohner zur römisch-katholischen Kirche und 14 Einwohner zur orthodoxen Kirche. 31 Einwohner waren konfessionslos und bei sieben Einwohnern wurde die Konfession nicht ermittelt.

## Verkehr
Nach Kolibabovce führt die Cesta III. triedy 3795 („Straße 3. Ordnung“) von einer Kreuzung mit der Cesta III. triedy 3801 zwischen Porúbka und Koromľa heraus.